# Der besondere Tag: Tropfenträume
Tropfenträume ist ein vom DEFA-Studio für Dokumentarfilme gedrehter Film für Vorschulkinder der Serie Der besondere Tag des Fernsehens der DDR von Ernst Cantzler aus dem Jahr 1976.

## Handlung
Aus verschiedenen Ecken Meißens laufen sieben Kinder im strömenden Regen zum Atelier des Bildhauers und Grafikers Lothar Sell. Hier treffen sie sich regelmäßig mit ihm, um gemeinsam etwas zu gestalten und dabei von seiner künstlerischen Tätigkeit zu lernen. Als erstes wird darüber gesprochen, was sie heute fertigen wollen und wegen des Wetters kommen sie auf die Idee, einen Regentropfen zu schnitzen. Gemeinsam diskutieren sie die Form des Tropfens und sein farbliches Aussehen. Bevor die Kinder mit dem Schnitzen anfangen, laufen sie noch, ein Lied singend, durch die verregnete Stadt.
Wieder zurück im Atelier bekommt jedes Kind von Lothar Sell die grobe Form eines Tropfens gefertigt, die es jetzt zu verfeinern gilt, Mit Messern und Sandpapier machen sie sich ans Werk und jeder Einzelne denkt sich dabei eine Geschichte aus, wie sein Regentropfen den Weg aus den Wolken zu ihm gefunden hat. Nun werden aus den bisherigen rohen Holzstücken gut aussehende Tropfen gemacht, denn erst durch das Bemalen bekommen sie das schöne Aussehen und dabei hat ein jeder seine eigenen Vorstellungen. Mit den fertigen Tropfen gehen die Kinder nun an einen Bach, lassen sie schwimmen und erzählen für jeden einzelnen eine Geschichte, wohin er schwimmen wird und welche Erlebnisse auf ihn am Ziel warten werden.

## Produktion und Veröffentlichung
Tropfenträume wurde als Folge der Filmreihe Der besondere Tag auf ORWO-Color gedreht und am 11. November 1976 das erste Mal im Guckkastenkino  des 1. Programms des Fernsehens der DDR gesendet. 
Die ersten nachweisbaren Aufführungen auf einer großen Leinwand erfolgte zu den VIII. Kinder-Sommerfilmtagen in der DDR vom 7. Juli bis 20. Juli 1978.
Die Texte stammen von Fred Gertz.